# Exallonyx nixoni
Exallonyx nixoni är en stekelart som beskrevs av Henry Keith Townes, Jr. 1981. Exallonyx nixoni ingår i släktet Exallonyx, och familjen svartsteklar. Arten är reproducerande i Sverige.